# Basileopatore

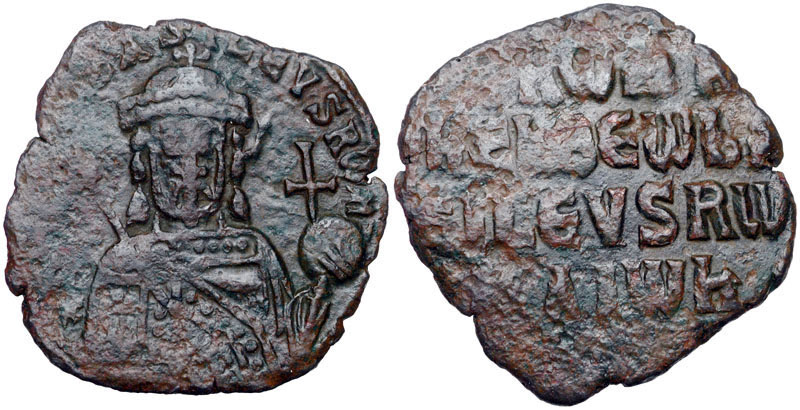
Un follis di bronzo recante un ritratto di Romano Lecapeno, uno dei due basileopatori della storia bizantina.

Basileopatore (in greco antico: βασιλεοπάτωρ?, Basileopatōr, letteralmente "padre del basileus") è stato uno dei titoli di maggior importanza dell'Impero bizantino. Si tratta di un titolo molto raro (il Klētorologion di Filoteo, risalente all'899 lo elenca come una axiai eidikai, ossia una "dignità speciale"), conferito solo due volte nell'intera storia dell'Impero.
Colui che vanta questa titolo non è il padre biologico dell'imperatore e, sebbene le esatte funzioni associate a tale carica rimangano per lo più ignote, si ritiene che esso denoti un reggente che agisce come una sorta di rappresentante legale e di vero e proprio tutore di un giovane imperatore. Secondo un'altra interpretazione, data da A. Schmink e basata su quanto trovato su sigilli dell'epoca e nell'agiografia di santa Teofano, l'opera Vita Theophano imperatricis (BHG, 1794), l'ortografia giusta del termine sarebbe basileiopatōr. Il titolo sarebbe quindi traducibile come "padre del palazzo", confermando così il ruolo di primo aiutante e collaboratore dell'imperatore di chi ne era insignito ma senza implicare alcuna sorta di tutoraggio sul sovrano.
Il titolo fu creato tra l'agosto 891 e il maggio 893 dall'imperatore Leone VI il Saggio per Stylianos Zaoutzes, padre di Zoe Zaoutzaina, dapprima amante e poi seconda moglie dell'imperatore. Secondo l'interpretazione tradizionale, dato che tale titolo si sommava alle altre cariche di Stylianos, che era già magistros e logothetēs tou dromou, con questa attribuzione Leone aveva formalmente messo tutti gli affari dell'Impero bizantino nelle mani di Zaoutzes fino alla morte di quest'ultimo, avvenuta nell'899. Tuttavia, studi più recenti hanno avanzato dubbi sull'immagine di un basileopatore plenipotenziario, portando prove a supporto del fatto che fosse Leone ad avere l'effettivo controllo del governo. In ogni caso, comunque, tale titolo poneva Stylianos al vertice della burocrazia civile bizantina, appena sotto all'imperatore stesso.
Dopo la morte di Stylianos il titolo fu riutilizzato nel 919 per il drungarios della flotta Romano Lecapeno dopo che la figlia di questi, Elena, era andata in moglie all'imperatore Costantino VII, allora quattordicenne. Romano comunque mantenne il titolo di basileopatore per pochi mesi, poiché poco dopo la sua nomina riuscì a farsi elevare al titolo di Kaisar e in seguito a farsi incoronare co-imperatore. Dopo Romano, il titolo non fu più utilizzato se non in un contesto letterario, così, ad esempio, Simeone Metafraste definisce anacronisticamente Arsenio il Grande basileopatore, poiché questi fu tutore degli imperatori Onorio e Arcadio, figli dell'imperatore Teodosio I. Nel 1259 ci fu anche il tentativo di utilizzare il titolo di basileopatore per Michele VIII Paleologo da parte dei suoi sostenitori, quando questi fu nominato reggente per l'imperatore Giovanni IV Lascaris, salito al trono a soli otto anni dopo la morte del padre, ma il tentativo non portò a nulla.